# Monunios II
Monunios II (gr.: Μονούνιος, Monoúnios) (II wiek p.n.e.|II w. p.n.e.) – król iliryjskich Dardanów wzmiankowany ok. 180/170 p.n.e. Miał córkę Etutę, która miała poślubić Platora, syna Pleuratosa III, króla iliryjskich Ardiajów. Jednak do ślubu nie doszło, ponieważ Gentios, obawiając się jego wzmocnienia politycznego, zabił Platora, swego brata rodzonego. Etuta, po jego śmierci, poślubiła Gentiosa. Ten już był żonaty z Etlewą, z którą miał dwóch synów: Skerdylaidasa i Pleuratosa.